# Gouvernement Erdoğan III
Pour les articles homonymes, voir Gouvernement Erdoğan.
 (juin 2023).
Si vous disposez d'ouvrages ou d'articles de référence ou si vous connaissez des sites web de qualité traitant du thème abordé ici, merci de compléter l'article en donnant les références utiles à sa vérifiabilité et en les liant à la section « Notes et références ».
République de Turquie
Erdoğan II Davutoğlu I
Le gouvernement Erdoğan III (en turc : 61. Türkiye Hükûmeti) est le soixante-et-unième gouvernement de la république de Turquie, en fonction entre le 6 juillet 2011 et le 29 août 2014, durant la vingt-quatrième législature de la Grande Assemblée nationale.

## Majorité et historique
Dirigé par le Premier ministre islamo-conservateur sortant Recep Tayyip Erdoğan, ce gouvernement est constitué et soutenu par le seul Parti de la justice et du développement (AKP). À lui seul, il dispose de 327 députés sur 550, soit 59,5 % des sièges de la Grande Assemblée nationale de Turquie.

### Formation
Il est formé à la suite des élections législatives du 12 juin 2011. Il succède donc au gouvernement Erdoğan II, constitué et soutenu par l'AKP.
Au cours du scrutin, le parti, au pouvoir depuis novembre 2002, connaît une nouvelle progression, frôlant la majorité absolue des voix. Cependant, la montée du Parti républicain du peuple (CHP), principale force de l'opposition, et l'élection de plus nombreux députés indépendants amène à une réduction de l'assise parlementaire de l'AKP, qui reste toutefois dominant.
À la formation de l'exécutif, les postes de « ministre d'État » sont tous supprimés, tandis qu'une dizaine de ministères est modifiée ou créée. Le nombre de vice-Premiers ministres passe, en outre, de trois à quatre.

### Évolution
Le 25 décembre 2013, Recep Tayyip Erdoğan procède à un important remaniement ministériel qui affecte dix postes sur vingt-cinq, à la suite d'opérations judiciaires et policières ayant mis au jour un possible réseau de corruption concernant des membres éminents de l'AKP et leurs proches.

### Succession
À la suite de sa victoire à l'élection présidentielle du 10 août 2014, Erdoğan est contraint de renoncer à la direction de l'exécutif. Sur sa proposition, l'AKP se choisit le ministre des Affaires étrangères Ahmet Davutoğlu comme président. Le 28 août, il devient Premier ministre et forme son gouvernement.
Fatma Şahin puis Ayşenur İslam sont tour à tour les seules femmes membres du gouvernement.

## Composition

### Initiale (6 juillet 2011)
- Les nouveaux ministres sont indiqués en gras, ceux ayant changé d'attributions en italique.

| Fonction                                                     | Titulaire | Titulaire            | Parti |
| ------------------------------------------------------------ | --------- | -------------------- | ----- |
| Premier ministre                                             |           | Recep Tayyip Erdoğan | AKP   |
| Vice-Premier ministre                                        |           | Ali Babacan          | AKP   |
| Vice-Premier ministre Porte-parole du gouvernement           |           | Bülent Arınç         | AKP   |
| Vice-Premier ministre                                        |           | Beşir Atalay         | AKP   |
| Vice-Premier ministre                                        |           | Bekir Bozdağ         | AKP   |
| Ministre des Affaires étrangères                             |           | Ahmet Davutoğlu      | AKP   |
| Ministre de l'Intérieur                                      |           | İdris Naim Şahin     | AKP   |
| Ministre des Finances                                        |           | Mehmet Şimşek        | AKP   |
| Ministre de la Justice                                       |           | Sadullah Ergin       | AKP   |
| Ministre de l'Énergie et des Ressources naturelles           |           | Taner Yıldız         | AKP   |
| Ministre de l'Alimentation, de l'Agriculture et de l'Élevage |           | Mehdi Eker           | AKP   |
| Ministre de la Culture et du Tourisme                        |           | Ertuğrul Günay       | AKP   |
| Ministre de la Santé                                         |           | Recep Akdağ          | AKP   |
| Ministre de l'Éducation nationale                            |           | Ömer Dinçer          | AKP   |
| Ministre de la Défense nationale                             |           | İsmet Yılmaz         | AKP   |
| Ministre de la Science, de l'Industrie et de la Technologie  |           | Nihat Ergün          | AKP   |
| Ministre du Travail et de la Sécurité sociale                |           | Faruk Çelik          | AKP   |
| Ministre des Transports                                      |           | Binali Yıldırım      | AKP   |
| Ministre de l'Environnement et de l'Urbanisme                |           | Erdoğan Bayraktar    | AKP   |
| Ministre de la Famille et de la Politique sociale            |           | Fatma Şahin          | AKP   |
| Ministre des Affaires de l'Union européenne                  |           | Egemen Bağış         | AKP   |
| Ministre de l'Économie                                       |           | Zafer Çağlayan       | AKP   |
| Ministre de la Jeunesse et des Sports                        |           | Suat Kılıç           | AKP   |
| Ministre du Développement                                    |           | Cevdet Yılmaz        | AKP   |
| Ministre des Douanes et du Commerce                          |           | Hayati Yazıcı        | AKP   |
| Ministre des Forêts et des Eaux                              |           | Veysel Eroğlu        | AKP   |

### Remaniement du 24 janvier 2013
- Les nouveaux ministres sont indiqués en gras, ceux ayant changé d'attributions en italique.

| Fonction                                                     | Titulaire | Titulaire            | Parti |
| ------------------------------------------------------------ | --------- | -------------------- | ----- |
| Premier ministre                                             |           | Recep Tayyip Erdoğan | AKP   |
| Vice-Premier ministre                                        |           | Ali Babacan          | AKP   |
| Vice-Premier ministre, Porte-parole du gouvernement          |           | Bülent Arınç         | AKP   |
| Vice-Premier ministre                                        |           | Beşir Atalay         | AKP   |
| Vice-Premier ministre                                        |           | Bekir Bozdağ         | AKP   |
| Ministre des Affaires étrangères                             |           | Ahmet Davutoğlu      | AKP   |
| Ministre de l'Intérieur                                      |           | Muammer Güler        | AKP   |
| Ministre des Finances                                        |           | Mehmet Şimşek        | AKP   |
| Ministre de la Justice                                       |           | Sadullah Ergin       | AKP   |
| Ministre de l'Énergie et des Ressources naturelles           |           | Taner Yıldız         | AKP   |
| Ministre de l'Alimentation, de l'Agriculture et de l'Élevage |           | Mehdi Eker           | AKP   |
| Ministre de la Culture et du Tourisme                        |           | Ömer Çelik           | AKP   |
| Ministre de la Santé                                         |           | Mehmet Müezzinoğlu   | AKP   |
| Ministre de l'Éducation nationale                            |           | Nabi Avcı            | AKP   |
| Ministre de la Défense nationale                             |           | İsmet Yılmaz         | AKP   |
| Ministre de la Science, de l'Industrie et de la Technologie  |           | Nihat Ergün          | AKP   |
| Ministre du Travail et de la Sécurité sociale                |           | Faruk Çelik          | AKP   |
| Ministre des Transports                                      |           | Binali Yıldırım      | AKP   |
| Ministre de l'Environnement et du Développement urbain       |           | Erdoğan Bayraktar    | AKP   |
| Ministre de la Famille et de la Politique sociale            |           | Fatma Şahin          | AKP   |
| Ministre des Affaires de l'Union européenne                  |           | Egemen Bağış         | AKP   |
| Ministre de l'Économie                                       |           | Zafer Çağlayan       | AKP   |
| Ministre de la Jeunesse et des Sports                        |           | Suat Kılıç           | AKP   |
| Ministre du Développement                                    |           | Cevdet Yılmaz        | AKP   |
| Ministre des Douanes et du Commerce                          |           | Hayati Yazıcı        | AKP   |
| Ministre des Forêts et des Eaux                              |           | Veysel Eroğlu        | AKP   |

### Remaniement du 25 décembre 2013
- Les nouveaux ministres sont indiqués en gras, ceux ayant changé d'attributions en italique.

| Fonction                                                     | Titulaire | Titulaire                                                       | Parti |
| ------------------------------------------------------------ | --------- | --------------------------------------------------------------- | ----- |
| Premier ministre                                             |           | Recep Tayyip Erdoğan (jusqu'au 28/08/2014) Ahmet Davutoğlu a.i. | AKP   |
| Vice-Premier ministre                                        |           | Ali Babacan                                                     | AKP   |
| Vice-Premier ministre, Porte-parole du gouvernement          |           | Bülent Arınç                                                    | AKP   |
| Vice-Premier ministre                                        |           | Beşir Atalay                                                    | AKP   |
| Vice-Premier ministre                                        |           | Emrullah İşler                                                  | AKP   |
| Ministre des Affaires étrangères                             |           | Ahmet Davutoğlu                                                 | AKP   |
| Ministre de l'Intérieur                                      |           | Efkan Ala                                                       | AKP   |
| Ministre des Finances                                        |           | Mehmet Şimşek                                                   | AKP   |
| Ministre de la Justice                                       |           | Bekir Bozdağ                                                    | AKP   |
| Ministre de l'Énergie et des Ressources naturelles           |           | Taner Yıldız                                                    | AKP   |
| Ministre de l'Alimentation, de l'Agriculture et de l'Élevage |           | Mehdi Eker                                                      | AKP   |
| Ministre de la Culture et du Tourisme                        |           | Ömer Çelik                                                      | AKP   |
| Ministre de la Santé                                         |           | Mehmet Müezzinoğlu                                              | AKP   |
| Ministre de l'Éducation nationale                            |           | Nabi Avcı                                                       | AKP   |
| Ministre de la Défense nationale                             |           | İsmet Yılmaz                                                    | AKP   |
| Ministre de la Science, de l'Industrie et de la Technologie  |           | Fikri Işık                                                      | AKP   |
| Ministre du Travail et de la Sécurité sociale                |           | Faruk Çelik                                                     | AKP   |
| Ministre des Transports                                      |           | Lütfi Elvan                                                     | AKP   |
| Ministre de l'Environnement et de l'Urbanisme                |           | İdris Güllüce                                                   | AKP   |
| Ministre de la Famille et de la Politique sociale            |           | Ayşenur İslam                                                   | AKP   |
| Ministre des Affaires de l'Union européenne                  |           | Mevlüt Çavuşoğlu                                                | AKP   |
| Ministre de l'Économie                                       |           | Nihat Zeybekci                                                  | AKP   |
| Ministre de la Jeunesse et des Sports                        |           | Akif Çağatay Kılıç                                              | AKP   |
| Ministre du Développement                                    |           | Cevdet Yılmaz                                                   | AKP   |
| Ministre des Douanes et du Commerce                          |           | Hayati Yazıcı                                                   | AKP   |
| Ministre des Forêts et des Eaux                              |           | Veysel Eroğlu                                                   | AKP   |